# Defecte topològic cristal·lí
Un defecte topològic, en ciència dels materials, és una alteració en l'ordenació regular d'un cristall. Aquest tipus de defectes apareixen sovint a la superfície del cristall, o prop d'ella, i són regions en un cristall on l'ambient d'enllaços químics normal és topològicament diferent del dels seus voltants.
Per exemple en el grafè, on tots els àtoms es troben en anells de sis àtoms, si la làmina conté regions amb el nombre d'àtoms diferent de sis, mentre el total del nombre d'àtoms roman el mateix, es forma un defecte topològic.